# Papperstiger
Papperstiger för att beskriva något som ser starkt och farligt ut, som en tiger, men i själva verket är harmlöst. Det är en ordagrann översättning av det kinesiska uttrycket zhǐlǎohǔ (紙老虎).
Papperstiger är i kinesiska ett mycket gammalt begrepp och återfinns exempelvis i 1300-talsromanen Berättelser från träskmarkerna, där den otrogna hustrun Guldlotus smädar sin försmådde make:
| ”                                             | Till vardags skrävlar du om vilken väldig slagskämpe du är, men när det verkligen gäller duger du ingenting till! Mötte du en papperstiger så ramlade du pladask i backen! | „ |
| – Berättelser från träskmarkerna, kapitel 24. | |   |

Begreppet populariserades utanför Kina när Mao Zedong gjorde följande uttalande i en intervju med en amerikansk kommunistisk journalist 1946:
| ”                                                            | Alla reaktionärer är papperstigrar. Till det yttre är reaktionärerna skräckinjagande, men i verkligheten är de inte så starka. På lång sikt är det inte reaktionärerna utan folket som är de verkligt starka. | „ |
| – Mao Zedong, Intervju med Anna Louise Strong, augusti 1946. | |   |

Citatet infördes i mitten av 1960-talet i Maos lilla röda, där det fick ett eget kapitel under namnet Imperialismen och alla reaktionärer är papperstigrar. Att Mao förpassade allt från kinesiska kejsare till Hitler och USA till kategorin papperstigrar betydde dock inte att han därmed menade att de var helt ofarliga:
| ”                                                                        | Liksom det inte finns något enda ting i världen som icke har en dubbel natur (detta är lagen om motsatsernas enhet) så har imperialismen och alla reaktionärer en dubbel natur — de är samtidigt riktiga tigrar och papperstigrar. | „ |
| – Mao Zedong, Ur ett tal till politbyrån, den 1 december 1958 i Wuchang. | |   |